# Chigaranahalli, Koratagere
Chigaranahalli là một làng thuộc tehsil Koratagere, huyện Tumkur, bang Karnataka, Ấn Độ.